# Aspidostemon inconspicuum
Aspidostemon inconspicuum är en lagerväxtart som beskrevs av J.G. Rohwer. Aspidostemon inconspicuum ingår i släktet Aspidostemon och familjen lagerväxter. Inga underarter finns listade i Catalogue of Life.